# Francisco Dorronsoro
Francisco Ramón Dorronsoro Sánchez (ur. 22 maja 1985 w Torrelavega) – hiszpański piłkarz występujący na pozycji bramkarza w Lorce.

## Statystyki klubowe
| Sezon   | Klub              | Kraj      | Liga               | Mecze | Bramki |
| ------- | ----------------- | --------- | ------------------ | ----- | ------ |
| 2005/06 | Real Saragossa B  | Hiszpania | Segunda División B | 7     | 0      |
| 2006/07 | Real Saragossa B  | Hiszpania | Segunda División B | 0     | 0      |
| 2007/08 | Real Saragossa B  | Hiszpania | Segunda División B | 0     | 0      |
| 2008/09 | Real Saragossa B  | Hiszpania | Segunda División B | 0     | 0      |
| 2009/10 | CD Alcoyano       | Hiszpania | Segunda División B | 0     | 0      |
| 2010/11 | CD Alcoyano       | Hiszpania | Segunda División B | 4     | 0      |
| 2011/12 | CD Alcoyano       | Hiszpania | Segunda División   | 14    | 0      |
| 2012/13 | AD Alcorcón       | Hiszpania | Segunda División   | 1     | 0      |
| 2013/14 | Albacete Balompié | Hiszpania | Segunda División B | 25    | 0      |
| 2014/15 | Albacete Balompié | Hiszpania | Segunda División   | 25    | 0      |
| 2015/16 | Albacete Balompié | Hiszpania | Segunda División   | 3     | 0      |
| 2016/17 | Lorca FC          | Hiszpania | Segunda División B | 35    | 0      |
| 2017/18 | Lorca FC          | Hiszpania | Segunda División   | 35    | 0      |

Stan na: 18 maja 2018 r.